# فرانسيسكو فورتوناتو
فرانسيسكو فورتوناتو (بالإيطالية: Francesco Fortunato)‏ هو منافس ألعاب قوى إيطالي، ولد في 13 ديسمبر 1994 في أندريا في إيطاليا.

## وصلات خارجية
- فرانسيسكو فورتوناتو على موقع الاتحاد الدولي لألعاب القوى (الإنجليزية)
- فرانسيسكو فورتوناتو على موقع الاتحاد الإيطالي لألعاب القوى (الإيطالية)
- فرانسيسكو فورتوناتو على موقع اللجنة الأولمبية الدولية (الإنجليزية)
- فرانسيسكو فورتوناتو على موقع أوليمبيديا (الإنجليزية)
- فرانسيسكو فورتوناتو على موقع اللجنة الأولمبية الإيطالية (الإيطالية)